# 弗利沙
弗力札（日語：フリーザ）是《七龍珠》中的反派角色，首次登場在第二百四十七話：暗潮洶湧的那美克星 (暗雲うずまくナメック星)，發表於1989年10月6日的週刊少年雜誌的七龍珠卷二十一漫畫。動畫聲優是由中尾隆聖來擔任。除了在原作登場外，也在電視動畫、OVA和劇場版中登場表演。

## 創作和構思
弗力札是強行接管行星轉售的銀河暴君，自稱“宇宙帝王”、宇宙中最強，也是構成七龍珠故事在那美克星時的反派。鳥山受到房地產投機者的啟發，在日本泡沫經濟時期創造出此虛構角色，弗力札亦被稱為“最差的人”。鳥山故意不畫出如此肆無忌憚的壞人，儘管他承認弗力札近似於壞人。鳥山特別注重弗力札的講話方式；因為壞人通常都會說出粗魯地話，但鳥山給了他禮貌恭敬的台詞與殘忍的行徑作為對比。弗力札的角色名字是冷凍庫（Freezer）英文裡的雙關語，因此他的部屬基紐特戰隊的成員、賽亞人的名字通常以放入冷凍庫的物品為名。“ 神龍時代”第二期，大全集2：故事指南給買家的獎勵小冊子，提到弗力札是仿照當時鳥山的編輯近藤裕創造，在形象設計方面還結合了鳥山在孩童時代所假想出來的怪獸形象，以及“某部電影中的女王”形象。
弗力札到目前為止擁有五種形態，每種形象與之前的完全不同。暗示弗力札的第四種形象實際上是他的真面目，其他三種形象是為了壓制他的力量的形象，而第五形態則是通過刻苦鍛鍊後發揮出他的潛力。鳥山透露，直到中途才想到改變弗力札。他習慣讓角色的形象逐漸變得複雜，最終變得非常簡潔。如果他們的外表過於複雜，畫起來很麻煩。這就是弗力札的第三個形象畫起來很痛苦，所以維持的時間短暫馬上進入第四個形象的原因，鳥山開玩笑說他三個變身可能太多了。
在『七龍珠超史集』30周年回顧中，鳥山提到對於弗力札的記憶已經模糊，忘了弗力札究竟長什麼樣子。

## 設定
弗力札是統治賽亞人的王，所以其名字來源為冰箱。說話很有禮貌，多數以敬語稱呼其手下。可以在真空的太空環境下生存。自称是最强的宇宙帝王，收服了大量的手下，占领富有资源的星球，曾經在巔峰時期佔領第七宇宙的大部分地方，連破壞神比魯斯也認識他。在手下心目中是很有威望的。并借助了外星球科技制造宙间飞船用于军事侵略，挑选的部队都是精英战士。弗力札是宇宙中一個極罕見的戰鬥種族，他們的種族天生具有無與倫比的强大战斗力和進化型的變身能力，由於天生力量就非常驚人所以也根本不需要修練。性格残忍冷血，喜歡看見別人痛苦和恐懼，喜好支配一切的權力慾。唯一害怕的是先祖流傳下來的賽亞人傳說超級賽亞人與超級賽亞人之神，因此毀滅了比達星，使赛亞人幾乎滅絕於第七宇宙。初始型態戰鬥力為53萬，擁有三段變身的能力，每次變身後戰鬥力都大幅提升，第二型態戰鬥力已經是100萬，第四型態的100%力量時戰鬥力達1億2千萬。在劇場版《七龍珠Z 復活的「F」》与電視动画《七龍珠超》中，弗力札為了向孫悟空復仇進行人生第一次的修練並進化出黃金形態，為弗力札配音的中尾隆聖推估該型態的戰鬥力有1垓。

## 簡介

### 早年经历
弗力札一族是宇宙一種非常稀有的战斗种族，其族对力量非常自负，认为他们是宇宙第一，弗力札則是由他父亲自身无性繁殖而来。他們繁衍的方式是通過採集先代大王的血液通過先進儀器製造出來子裔，然後用冰覆蓋其全身，通過冰來刺激身體機能，使自己的身體和能力更加的強大。弗力札繼承父親的軍隊以及收留了大量手下，主要部下是親衛尚波、多多利以及在前線作戰的基紐特戰隊，他们受西塔一族委託将一个行星的居民屠杀后，西塔一族再高價賣給流浪在宇宙的異星人，西塔一族只分十分之一的酬勞。还把所侵略的星球上实力强大的人收入麾下。與達爾行星上的賽亞人曾有從屬關係，賽亞人作為弗力札軍的前線部隊助其攻佔星球買賣交易以換取科技和經濟。之後由於害怕成群的赛亚人会难以控制構成威脅，加上擔心傳說的超級賽亞人與超級賽亞人之神出現，於是召回所有賽亞人到達爾行星並毀滅了賽亞人所居住的達爾行星，幾乎所有的賽亞人都死亡。弗力札將達爾行星摧毀後，對當時沒有聽令召回，在邊境行星的王子達爾一行人隱瞞了真相，謊稱達爾行星被巨大殞石擊毀，打算繼續將他們利用殆盡。

### 七龍珠原作、七龍珠Z、七龍珠改
在納美星篇中弗力札偷聽了達爾跟拿帕的對話，得知納美克星有七龍珠可以實現願望，便出發去納美克星企圖實現長生不老的願望，但是受到達爾等人的阻撓導致未能成功實現願望。與孫悟空等人戰鬥時，由於殺死克林使悟空憤怒覺醒成超級賽亞人而戰敗。 納美克星爆炸後，在瀕死時被父親柯魯多大王救回，以半機械形態復活並前往地球向悟空復仇，不料抵達時卻遇上來自未來的特南克斯，最後依然還是打不過他，父子相繼被消滅。

### 七龍珠GT
悟空被蓋洛博士與謬博士騙去地獄之後，在地獄等待悟空的是賽魯和弗力札。由於先前人造人十七號與地獄新十七號發生共振反應、開通兩個世界的大門，這讓兩個世界之間失去平衡，此時畫面的鏡頭轉到散佈在地球各處的七龍珠因為這個壓力也產生奇怪不知名的裂縫。身在地獄中的賽魯和弗力札也因此獲得不朽的肉體。賽魯和弗力札利用ヘルズバスター誘捕悟空、讓悟空墜入十八層地獄，之後用冷凍機器將悟空凍結成冰，但是因為悟空是活人這方式對他完全不管用。隨後悟空利用自己體內的熱能將冰溶解，最後再利用冷凍機器凍結他們，悟空在閒聊過程一個不小心打碎被凍成冰的賽魯和弗力札，從此賽魯和弗力札的肉體再也無法復原。

### 七龍珠超
由于七龍珠Z中弗力札军团重要首领的死亡。军团控制下的星球不断发动反叛，第三行星的参谋长索尔贝接管了弗力札一族军团。弗力札軍潰不成軍、兵力折损、勢力衰弱。弗力札軍殘存的索魯貝為了讓弗力札復活以重整軍隊而來到地球尋找七龍珠，成功復活的弗力札計劃向悟空復仇而開始修練，在四個月時間內大幅提升戰鬥力， 修煉成黃金弗力札，但最後體力不足被悟空再度消滅。請參考劇場版《七龍珠Z 復活的「F」》和《七龍珠超「黃金弗力札篇」》。
《七龍珠超「宇宙生存篇」／「力之大會篇」》定為第七宇宙代表選手代替睡覺的普烏參賽，弗力札在地狱与孙悟空达成交易，参赛条件则是在比赛胜利后便以地球的七龍珠将他再一次复活，在此前获准暂时返回人世一天。比賽結束後由維斯使用死者甦醒再度復活，算是比魯斯送給他的禮物。之後再度重組弗力札軍團，並等候時機再次向孫悟空復仇。
《七龍珠超「倖存者葛拉諾拉篇」》被艾列克呼喚再次現身在希利亞爾星並消滅了艾列克和賈斯，他向悟空和貝吉達表示他征服的其中一顆星球上找到了精神時光屋修練了10年終於學成全新型態「黑‧弗力札」並以一拳輕鬆擊倒兩人，但他這次的目標並非兩人而就此收手。

### OVA
《七龍珠Z外傳 賽亞人滅絕計畫》中，萊基博士為了向賽亞人復仇，藉由怨念增幅裝置將過去被悟空打倒的弗力札、克維拉、達列斯、史拉格再次復活成為亡靈戰士。

### 劇場版
動畫原創劇場版《七龍珠Z 復活的融合!!悟空和達爾》中，由於閻羅王被邪惡波封印導致陰界和現世出現失序使死者們都復活，弗力札帶領部下來到現世，結果被悟飯秒殺。
《七龍珠超 布羅利》除了復仇之外也命令手下收集七龍珠目的是為了完全體的姿態身高增長5公分，之後因為被悟空和貝吉達拿來吸引布羅利的注意力，而在兩人成功使用融合術變成悟吉達前被布羅利揍了一個小時（因為悟空和貝吉達融合失敗了兩次）。

## 主題歌
作詞/作曲/歌: 小暮閣下　編曲: Anders Rydholm
《七龍珠改》插入曲。
「F」
作詞/作曲: マキシマムザ亮君　歌: Maximum The Hormone
原本是在2008年發行的非官方歌曲，後來成為《七龍珠Z 復活的「F」》戰鬥插入曲。

## 影響
偶像團體桃色幸運草Z在2015年4月在官方網站放出該偶像團體的弗力札裝扮照片來作為宣傳，由桃色幸運草Z擔任主唱的《七龍珠Z 復活的「F」》片頭曲專輯「『Z』の誓い」也同樣用弗力札裝扮作為包裝封面。